# Лессемозавр
Лессемозавр (лат. Lessemsaurus) — род базальных завроподовых динозавров из клады Lessemsauridae. Типовой вид, L. sauropoides, был открыт в 1971 году аргентинским палеонтологом Хосе Фернандо Бонапарте. В длину динозавр достигал 9 метров. Ископаемые остатки были обнаружены в слое возрастом около 210 миллионов лет (верхний триас, норийский ярус).

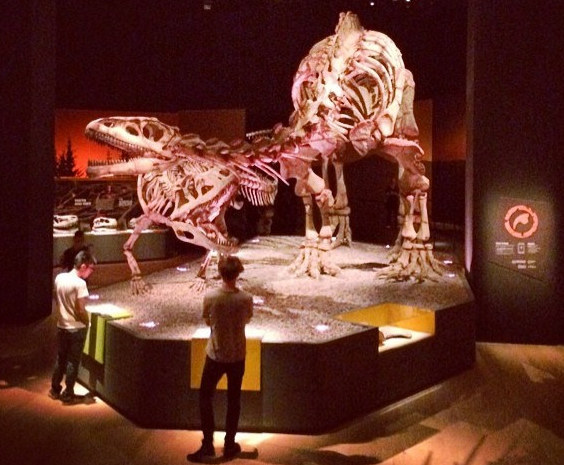
Выставка в Сингапуре

## Изучение
Первое описание открытого динозавра сделал аргентинский палеонтолог Хосе Бонапарте в 1999 году. Это описание было основано только на найденных частях шеи, спины и крестца, так как другие части на момент публикации ещё не обнаружили. Полное описание вида было сделано в 2007 году.